# SN 2005cn
SN 2005cn – supernowa typu Ia odkryta 19 czerwca 2005 roku w galaktyce NGC 5061. W momencie odkrycia miała maksymalną jasność 14,60m.